# Jaroszówka (Białystok)
Jaroszówka – osiedle Białegostoku, położone w północno-wschodniej części miasta. Graniczy z gminą Wasilków.
Granice osiedla zostały zmienione w 2021 roku. Zostało wtedy utworzone nowe osiedle Bagnówka.

## Etymologia nazwy
Nazwa pochodzi od dawnych dóbr wsi Jaroszówka, których nazwa wzięła się od przepływającej tam strugi, której strumień miał swoje koryto w stromym jarze.

## Opis granic osiedla
Od torów kolejowych biegnących w kierunku Sokółki wzdłuż północnej, a następnie wschodniej granicy administracyjnej miasta do ulicy Bagnówka – kolonia, ulicą Bagnówka – kolonia do ulicy Jana Krzysztofa Kluka, ulicą Jana Krzysztofa Kluka do ulicy Jakuba Szapiro, ulicą Jakuba Szapiro, następnie drogą bez nazwy do ulicy Odrzańskiej, ulicą Wiklinową, a następnie drogą gruntową do linii zabudowy ulicy Wiklinowej, linią zabudowy do wysokości budynku 48, następnie przecinając ulicę Kazimierza Wielkiego północną granicą dz. 35/74 do ulicy Władysława Raginisa na wysokości ulicy Św. Maksymiliana Marii Kolbego, ulicą Raginisa do ul. Wasilkowskiej, ul. Wasilkowską do ronda Arcybiskupa generała Mirona Chodakowskiego Prawosławnego Ordynariusza Wojska Polskiego, od ronda Arcybiskupa generała Mirona Chodakowskiego Prawosławnego Ordynariusza Wojska Polskiego ulicą gen. Władysława Andersa do ronda Pamięci Bieżeństwa 1915 Roku, od ronda Pamięci Bieżeństwa 1915 roku ulicą gen. Władysława Andersa do ronda Krzysztofa Jakuba Putry Wicemarszałka Sejmu RP, od ronda Krzysztofa Jakuba Putry Wicemarszałka Sejmu RP ulicą gen. Stanisława Maczka do torów kolejowych, wzdłuż torów kolejowych biegnących w kierunku Sokółki do północnej granicy administracyjnej miasta.

## Ulice i place znajdujące się w granicach osiedla
Agatki, al. 1000-lecia Państwa Polskiego, Alabastrowa, Aleksandra Karpowicza, Aleksandra Węgierki, Aliny, Ametystowa, Andrzeja Wajdy, Anny Jagiellonki, Bagnówka-Kolonia, Balladyny, Baśniowa, Berezyńska, Biebrzańska, Błękitna, Bolesława Krzywoustego, Boruty, Brylantowa, Bursztynowa, Bystrzycka, Cicha, Cypiska, Cyrkoniowa, Czarnej Hańczy, Czerwonego Kapturka, Danuty Siedzikówny, Diamentowa, Dożynkowa, Dyngusowa, Dźwińska, Familijna, Gabrieli Zapolskiej, Gedymina, gen. Stanisława Maczka, gen. Władysława Andersa, gen. Stefana Grota-Roweckiego, Gościnna, Gwiazdkowa, Hanki, Ignacego Domeyki, Jacka, Jakuba Szapiro, Jana Krzysztofa Kluka, Janosika, Jaroszówka, Jaspisowa, Jęczmienna, Joachima Lelewela, Józefa Wybickiego, Jutrzenki, Kameralna, Karola Chodkiewicza, Kazimierza Pużaka, Kazimierza Wielkiego, Kirkora, Kłosowa, Konrada Wallenroda, Kopciuszka, Koralowa, Kordiana, Krasnoludków, Króla Zygmunta Augusta, Królowej Bony, Królowej Jadwigi, Krzyżowa, Księcia Kiejstuta, Księcia Witolda, Księdza Jana Twardowskiego, Lazurowa, Leopolda Staffa, Łącznikowa, Malachitowa, Marcina Kasprzaka, majora Hubala, Modra, Nadbużańska, Nefrytowa, Niemeńska, Notecka, Obłoków, Odrzańska, Ondraszka, Onyksowa, Partyzantów, Pietrasze, plac Krystyny Drewnowskiej, Plastusia, płk. Łukasza Cieplińskiego, podpułkownika Feliksa Selmanowicza, Powstańców Warszawy, Prypecka, Przytulna, Radosna, rondo Arcybiskupa generała Mirona Chodakowskiego Prawosławnego Ordynariusza Wojska Polskiego, rondo Krzysztofa Jakuba Putry Wicemarszałka Sejmu RP, rondo pamięci Bieżeństwa 1915 roku, Róży Wiatrów, Rubinowa, Rumcajsa, Rycerska, Seweryna Goszczyńskiego, Skalna, Skrzatów, Stanisława Hałki, Stanisława Skarżyńskiego, Stanisława Żółkiewskiego, Stefana Batorego, Szczęśliwa, Szmaragdowa, św. Maksymiliana Marii Kolbego, Topazowa, Turkusowa, Uśmiechu, Wasilkowska, Wiankowa, Wiklinowa, Wilejki, Wiślana, Władysława Jagiełły, Władysława Łokietka, Władysława Raginisa, Władysława Warneńczyka, Władysława Wysockiego, Wymarzona, Zgoda, Zygmunta Starego.

## Obiekty i tereny zielone

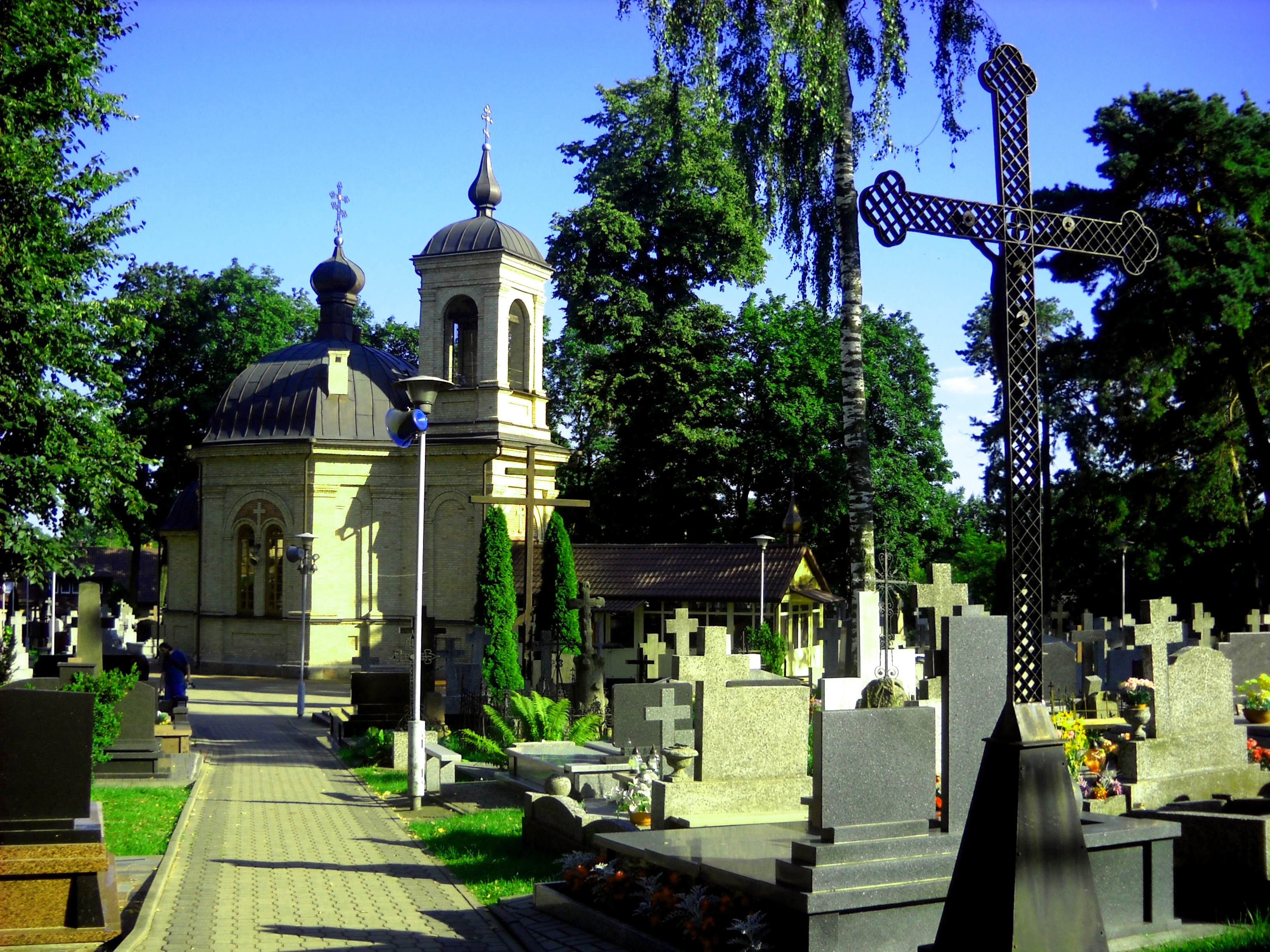
Cerkiew Wszystkich Świętych i cmentarz prawosławny

- Cerkiew Wszystkich Świętych (parafialna) – ul. Władysława Wysockiego 1, na terenie nekropolii prawosławnej Wszystkich Świętych
- Cmentarz komunalny
- Las Pietrasze
- Kościół parafialny pw. Najświętszej Maryi Panny Nieustającej Pomocy, ul. Czarnej Hańczy 56
- Kościół parafialny św. M. Kolbego, ul. św. Maksymiliana 8
- Wodociągi Białostockie
- Wieża ciśnień przy ul. Wysockiego
- Szkoła Podstawowa nr 32
- Prywatna Szkoła Podstawowa nr 1
- Sala Królestwa Świadków Jehowy – ul. Kirkora 20[5]